# Зелёный принц
«Зелёный принц» — документальный фильм 2014 года израильско-британско-немецкого производства в режиссуре Надава Ширмана. Основан на автобиографии Мусаба Хасана Юсефа «Сын ХАМАСа: захватывающий рассказ о терроре, предательстве, политических интригах и невероятном выборе» (англ. Son of Hamas – A Gripping Account of Terror, Betrayal, Political Intrigue, and Unthinkable Choices).
Фильм получил четыре награды: за лучший документальный фильм Израильской киноакадемии кино и телевидения — Офир (Израильский «Оскар») (2014), приз зрительских симпатий на Московском международном кинофестивале (2014), премию за лучший документальный фильм американского кинофестиваля «Сандэнс» (2014) и приз за лучший документальный фильм на Баварских кинонаградах (2015).
В фильме рассказывается история сына лидера ХАМАСа шейха Хасана Юсефа, Мусаба, который в течение десяти лет работал на израильскую контрразведку — Шабак. Документальный фильм включает в себя интервью с Мусабом Хасаном Юсефом и его координатором Гоненом Бен-Ицхаком, а также оригинальные кадры происходящих событий, в основном из периода Второй интифады. Фильм также отражает усилия Израиля в борьбе против палестинского терроризма в этот период.
В фильме снимались в ролях самих себя: Мусаб Хасан Юсеф, Гонен Бен-Ицхак, Хасан Юсеф.